# Павловка (Гайсинский район)
Павловка (укр. Павлівка) — село на Украине, находится в Гайсинском районе Винницкой области.
Код КОАТУУ — 0520883006. Население по переписи 2001 года составляет 39 человек. Почтовый индекс — 23700. Телефонный код — 4334.
Занимает площадь 0,327 км².

## Адрес местного совета
23712, Винницкая область, Гайсинский р-н, с.Кузьминцы, ул.Слобода, 13